# Pierino Tatti
Pierino Tatti (* 23. Mai 1893 in Quinto; † 7. April 1963 in Bellinzona, heimatberechtigt in Bellinzona) war ein Schweizer Arzt, Politiker (FDP), Gemeindepräsident, Tessiner Grossrat und Nationalrat.

## Leben
Pierino Tatti war ein Sohn des Quirino, Arzt in Quinto, und dessen Ehefrau Giuseppina geborene Guscetti. Er heiratete 1922 Maria Antonietta Malè, Tochter des Luigi. Nach dem Lyzeum in Freiburg im Üechtland studierte er Medizin an der Universität Lausanne und legte 1919 das Staatsexamen ab. Dann war er am Anfang Arzt in Cadenazzo im Bezirk 46, dann in Bellinzona.
Als Politiker der Freisinnig-Demokratischen Partei war er Gemeindepräsident von Giubiasco von 1920 bis 1922, Stadtrat (ab 1932) und Gemeindepräsident von Bellinzona von 1940 bis 1963. Überdies war er Abgeordneter im Tessiner Grossrat 1935 und von 1939 bis 1962 (Präsident 1955) und Verfassungsrat im Jahr 1921 sowie von 1958 bis 1963 Nationalrat. Er setzte sich für den Bau und die Entwicklung der Kunstgewerbeschule sowie für den Bau des neuen San Giovanni Spitals (eröffnet 1940) in Bellinzona ein.